# Calotrichopsis filiformis
Calotrichopsis filiformis är en svampart som beskrevs av Henssen. Calotrichopsis filiformis ingår i släktet Calotrichopsis och familjen Lichinaceae.   Inga underarter finns listade i Catalogue of Life.